# Nervio peroneo común
El nervio peroneo común, también llamado nervio fibular común, nervio ciático popliteo externo o nervus fibularis communis en la terminología anatómica internacional, es un nervio del miembro inferior.
Se origina como una rama del nervio ciático cerca de la articulación de la rodilla. Se dirige a la parte exterior de la articulación, quedando cubierto por el músculo bíceps femoral. Posteriormente rodea la cabeza del peroné y se divide en dos ramas:
- El nervio peroneo superficial que inerva los músculos del compartimento lateral de la pierna, es decir el músculo peroneo lateral largo y el músculo peroneo lateral corto.
- El nervio peroneo profundo que inerva los músculos del compartimento anterior de la pierna, es decir el músculo tibial anterior, el músculo peroneo anterior, el músculo extensor largo de los dedos músculo extensor corto de los dedos  y el músculo extensor largo del dedo gordo.

## Lesiones
El nervio fibular cumún es vulnerable a lesiones por traumatismo o compresión, sobre todo en su porción superior que se encuentra cerca de la cabeza del peroné. En esta región próxima a la rodilla, un golpe directo puede ocasionar la parálisis del nervio, provocando la falta de contracción de los músculos flexores dorsales y eversores del tobillo, ocasionando un pie caído. También produce la marcha equina o estepaje.